# 25th L'Anniversary LIVE
『L'Arc〜en〜Ciel 25th L'Anniversary LIVE』（ラルク アン シエル トゥエンティーフィフス・ラニバーサリー・ライブ）は、日本のロックバンド、L'Arc〜en〜Cielが2017年に開催したコンサートおよび、それを収録したライブアルバム・ライブビデオ。

## コンサート

### 概要
「L'Arc〜en〜Ciel 25th L'Anniversary LIVE」は、L'Arc〜en〜Cielが2017年4月8日・9日に東京ドームで開催した、バンド結成25周年を記念したライブ。L'Arc〜en〜Cielの東京ドーム公演は、ライブツアー「TOUR 2008 L'7 〜Trans ASIA via PARIS〜」以来約8年10ヶ月ぶりとなった。また、2015年9月に夢洲野外特設会場で開催したライブ「L'Arc〜en〜Ciel LIVE 2015 L'ArCASINO」以来約1年7ヶ月ぶりのライブということもあり、本公演のチケット販売において60万枚という数の申し込みがあったといい、チケット問い合わせの多かった海外ファン向けに、急遽専用チケット受付を設けることとなった。
本公演は、タイトルが示すようにL'Arc〜en〜Cielのバンド結成25周年を記念したライブとなっており、＜25年の年月で世界中に散らばったL'Arc〜en〜Cielのピースが一つの場所に集い、そしてまた世界中に旅立っていく＞というコンセプトのもと、ライブ制作が行われている。ライブ開催前には、前述のコンセプトに沿うように、新たに開設した特設サイトでWeb企画が展開された（詳細は下記項目参照）。
セットリストは、2日間で演奏された計27曲のうち19曲がシングル表題曲と、過去に開催したアニバーサリーライブと比較し、シングル表題曲が高い割合で組み込まれた構成になっている。また、ライブ開催前にオフィシャルサイトで、ファンから演奏曲リクエストを募集している。本公演では、リクエストから「風の行方」が選出され、セットリストに組み込まれている。余談だが、本公演開催の翌年となる2018年に行った「L'Arc〜en〜Ciel LIVE 2018 L'ArChristmas」では、前述の演奏曲リクエストのリストから、＜冬＞や＜雪＞をテーマとした楽曲をhydeが選びセットリストを構成している。
ライブグッズは、Tシャツやタオルといった定番アイテムの他にも、サンエックスのキャラクター、リラックマとコラボレーションした商品が販売されている。このコラボ企画「L'Arkkuma（読み：ラルックマ）」では、クリアファイルホルダー、ぬいぐるみ、マフラータオルといったアイテムが販売されている。ちなみに、リラックマがアーティストとコラボするのは今回が初のこととなる。また、会場では、ソニーエンジニアリングが開発したリストバンド型ライト「FreFlow」の独自バージョンである「L'ed」が来場者に無料配布されている。このリストバンドが無料配布されたのは、2014年に国立霞ヶ丘競技場陸上競技場（通称：旧国立競技場）で開催したライブ「L'Arc〜en〜Ciel LIVE 2014 at 国立競技場」以来2度目となる。
また、本公演は日本国内50館の映画館で生中継された他、香港、台湾、韓国、タイ、インドネシア、メキシコ、コロンビア、コスタリカ、ペルー、グアテマラの海外9ヶ国13都市16ヶ所の映画館でもライブビューイングが実施されており、合わせて約35,000人を動員している。さらに、開催翌日となる2017年4月10日には、インターネットテレビ、AbemaTVにおいてミュージック・ビデオなどを織り交ぜながら、本公演の一部の模様が放送されている。
そして、2017年6月24日には、本公演の模様がWOWOWにてダイジェスト放送されている。また、公式YouTubeアーティストチャンネルで2019年12月11日から7日連続で実施した企画「YouTube Seven days 2019」において、本公演で披露した「REVELATION」と「X X X」のライブ映像がプレミア公開されている。
なお、本公演はL'Arc〜en〜Cielの所属事務所であるMAVERICKが、L'Arc〜en〜Cielのライブの企画・制作に携わった最後の公演となっている。2018年以降に開催したライブの企画・制作は、世界最大のコンサートプロモーターであるライブ・ネイションの日本支社、ライブ・ネイション・ジャパンが担当することとなった。これに伴い、2018年以降に開催したライブ制作では、多くの制作スタッフが一新され、興行主体がMAVERICKからライブ・ネイションに移行している。ライブの企画・制作会社を変更したのは、tetsuyaの「アーティストとの信頼関係が保てるライブ制作体制を目指したい」という強い思いが発端となっており、本公演が終了した後、所属事務所の代表である大石征裕とtetsuyaが協議した結果、新たな提携先を探す方向に至ったという。ただ、MAVERICKがL'Arc〜en〜Cielの音源の著作権などを保有していることもあってか、2018年以降もバンドは所属事務所を変えておらず、ライブの運営会社としてもMAVERICKと引き続き契約を続けている。
本公演開催後に行ったライブ制作体制の変更について、大石は2020年に発表した自身の著書で、「ワールドツアー（「WORLD TOUR 2012」）を始めとして、私の仕事の進め方にはこれ以上ついていけない、と一部メンバーからの意思表示もあった。私としても、バンドがワールドツアーを経験し、ますますビジネスの規模が大きくなっていく過程において、欧米のアーティスト同様の環境、つまりエージェント契約での体制作りが必要だと思っていた矢先だった。世界的なプロモーター集団であるAEG LIVEやライブ・ネイションとも接触をして、グローバルという意味でも本当に正当な評価をしてくれる、さらに言えば契約ありきのバンド運営の体制を取るべきで、"気分"が反映されたり、わだかまりが存在するような契約ではだめだと思っていた」「昔、ローリング・ストーンズの周りには弁護士が入り、医療関係もその契約に関わっている状態だったと聞いた。ミック・ジャガーが歌う曲数制限まで契約書に記載され、血圧や体調への細やかな対応まで書かれているという。それを聞いたときに、年齢を重ねてくれば当然健康の部分が契約に影響してくるし、メンバー一人ひとりの生活パターンも変わっていくなかで、形式的な体制を維持することよりも、経済的背景や役割分担の変化も起こってくる環境において、それに適応できる契約構造にするべきだと思った。何よりも、アーティストが活動できる環境を優先すべき段階は訪れるのだ」「今回のtetsuyaの提案によるライブ・ネイションとの取り組みも、今後の日本のアーティストがグローバルに活動できる基盤となる実例になるように、チャレンジしていきたいと思う」と綴っている。

### Mission：L'Arcollection
2017年3月から開始した本公演に向けたWeb企画。企画の内容は、＜世界中に散らばったL'Arc〜en〜Cielのピースを集め歴史を取り戻す＞というもので、西暦9125年の世界にいるエリー・クランク（Ellie Cranc）なる人物よりこのミッションが発表されている。
- Mission:1

本ミッションは＜25th L'Anniversary LIVEで聴きたい曲を集めよ！＞というもので、L'Arc〜en〜Cielの楽曲の中からライブで聴きたい楽曲に投票する内容になっている。投票結果は現在まで未発表だが、リクエストされた楽曲の中から、hydeのチョイスにより「風の行方」が今回披露されている。余談だが、2018年12月に開催したライブ「L'Arc〜en〜Ciel LIVE 2018 L'ArChristmas」のセットリストは、このリクエストの上位にランクインした曲の中から、＜冬＞や＜雪＞をテーマとした曲が中心にセレクトされている。
- Mission:2

本ミッションは＜ファンのピースを集めよ！＞というもので、ファンとL'Arc〜en〜Cielの思い出を集めるという内容になっている。本公演開催中に、このミッションを通じファンから送られた写真やコメントがスクリーンに映し出されている。
- Mission:3

本ミッションは＜世界中に散らばったL'Arc〜en〜Cielに関するピース（欠片）を集めよ！＞というもので、iOS/Android向けに配信されたオリジナル位置情報ゲームアプリ『L'Arcollection』を通じ、世界各地に散らばったL'Arc〜en〜Cielに関する情報のピース（欠片）を集め、仮想世界の東京ドームへ送るという内容になっている。なお、このアプリは、送信したピースの個数に応じてデジタルインセンティブが貰える仕様となっている。また、ピースをタップすることで、L'Arc〜en〜Cielの楽曲のリリックが表示される仕組みとなっている。ちなみに、アーティストがオリジナル位置情報ゲームを配信するのは、世界初のことである。なお、このアプリの配信期間は2017年3月29日から4月7日迄となっている。

### 演出
ステージセット
- 外野スタンド側に設置されたメインステージ、内野スタンド側に設置されたサブステージの2箇所。

セット
- メインステージ中央部には、ステージ左右部の大型スクリーンを合わせ、17面のスクリーンを配置[14]。
- サブステージへの移動は、自身初のムービングステージで行っている[15]。

### 演奏曲
| 演奏順 | 4月8日                 | 4月9日                 |
| ------ | ---------------------- | ---------------------- |
| 1      | 虹                     | 虹                     |
| 2      | Caress of Venus        | Caress of Venus        |
| 3      | the Fourth Avenue Café | the Fourth Avenue Café |
| 4      | flower                 | Vivid Colors           |
| 5      | Lies and Truth         | Lies and Truth         |
| 6      | fate                   | 真実と幻想と           |
| 7      | forbidden lover        | forbidden lover        |
| 8      | Shout at the Devil     | Shout at the Devil     |
| 9      | REVELATION             | REVELATION             |
| 10     | Voice                  | 風の行方               |
| 11     | X X X                  | X X X                  |
| 12     | 花葬                   | 花葬                   |
| 13     | 浸食 〜lose control〜  | 浸食 〜lose control〜  |
| 14     | HONEY                  | HONEY                  |
| 15     | MY HEART DRAWS A DREAM | MY HEART DRAWS A DREAM |
| 16     | NEO UNIVERSE           | NEO UNIVERSE           |
| 17     | STAY AWAY              | STAY AWAY              |
| 18     | Driver's High          | Driver's High          |
| 19     | READY STEADY GO        | READY STEADY GO        |
| 20     | Don't be Afraid        | Don't be Afraid        |
| 21     | Blurry Eyes            | Blurry Eyes            |
| 22     | Link                   | Link                   |
| 23     | あなた                 | 瞳の住人               |

### その他
- チケット料金は全席指定11,000円、ウィング追加席10,000円、ステージバック席4,500円。ライブビューイングは全席指定4,000円[16]。